# Продукційний розчин
Продукційний розчин (рос. продукционный раствор, англ. product solution; нім. Produktionslösung f, Arbeitslauge f, Betriebslauge f) — розчин, що містить корисні компоненти (наприклад, розчинені метали) в промисловій концентрації. Формується при гідрометалургійних процесах та з концентратів у апаратах (перколяторах, пачуках, автоклавах і ін.), а також при бактерійному, купчастому вилуговуванні, підземному вилуговуванні і підземному розчиненні. Продукційний розчин утворюється в результаті фізико-хімічної взаємодії робочого реаґенту з гірничою масою протягом дек. годин, іноді дек. місяців. При вилуговуванні підземному утворюються багатокомпонентні продукційні розчини зі значною концентрацією домішок. Загальна мінералізація продукційного розчину іноді досягає 20 г/л і більше. Концентрація корисних компонентів в продукційному розчині залежить від продуктивності покладу.
Продукційні розчини підземного та купчастого вилуговування містять уран, мідь, золото, інші метали.